# Iphis goudoti
Iphis goudoti là một loài bọ cánh cứng trong họ Elateridae. Loài này được Laporte miêu tả khoa học năm 1836.